# Giorgio Caponetti

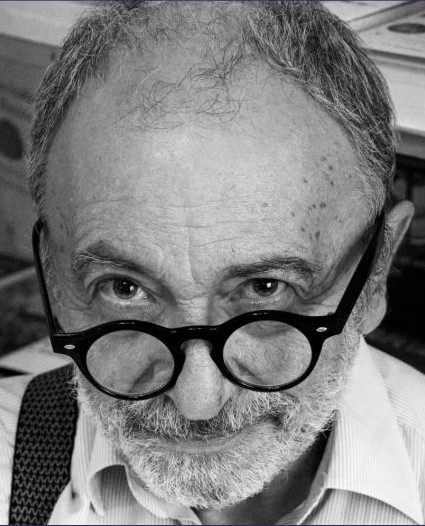
Giorgio Caponetti - foto Zoltan Nagy - 2020

Giorgio Caponetti (Torino, 16 settembre 1945) è uno scrittore italiano.

## Biografia

### Primi anni e Collaborazioni
Nasce a Torino il 16 settembre 1945. Frequenta il liceo classico Massimo D’Azeglio di Torino.
Durante l'università (Lettere e Filosofia a Torino) suona e canta nello storico gruppo de I Cantimbanchi fondato da Giampaolo Belly (canzoni popolari e di protesta). Due i concerti fondamentali del gruppo: il 25 aprile 1965 in Piazza del Campo a Siena e il 1 maggio 1965 a Reggio
Emilia.
Sempre nel 1965 diventa collaboratore esterno della Utet per lo spoglio dei vocaboli del Dizionario della Lingua Italiana (il
Battaglia).
Nel 1966 inizia la sua attività in pubblicità come copywriter. Cura la sceneggiatura di spot pubblicitari e di filmati istituzionali.
Si appassiona all’equitazione e al cavallo, grazie ai primi insegnamenti del Col. Amedeo Vicentini.
Nel 1969 si sposa con Laura Brezzi. 
Riceve il suo primo riconoscimento: il Premio Sipra.
Nel 1971 nasce Francesco.
Nel 1973 nasce Lorenzo.
Nel 1974 si trasferisce insieme alla famiglia a vivere in campagna, nel Monferrato, continuando a lavorare come pubblicitario su Torino e su Milano. Si perfeziona come cavaliere grazie ad alcuni dei migliori istruttori italiani (primo fra tutti, Albert Moyersoen).
Nel 1979 nasce Chiara.

### Carriera Equestre
Nel 1980 lascia la pubblicità per orientare la sua vita alla realizzazione a tempo pieno alle sue passioni: la natura, i cavalli e l’equitazione, la musica e la comunicazione in tutte le sue forme.
Ottiene la Patente n. 1 di Istruttore Pony rilasciata in Italia. Fonda il “Pony Club Fiorello Torinese”.
Nel 1981 organizza il suo primo spettacolo di cavalli alla Fieracavalli di Verona con un gruppo di piccoli allievi che montano cavalli Haflinger.
Nel 1984 riceve dalla FISE Federazione Italiana Sport Equestri l’incarico della promozione dell’equitazione fra i giovani a livello nazionale, che sviluppa fino al 1988. Contemporaneamente, per conto della Philip Morris, inventa e organizza la “Muratti Adventure a Cavallo” in Maremma.
Nel 1985 si trasferisce nuovamente con tutta la famiglia nella Maremma grossetana, ai bordi del Parco dell’Uccellina, dove apre la scuola di equitazione di Poggialto nella quale si formeranno molti giovani cavalieri.
Nel decennio tra il 1985 e il 1995 è regista e conduttore degli spettacoli di molti importanti shows equestri in Italia e all’estero. Di alcuni di questi eventi cura anche la regia video, quali ad esempio “La Maremma e il Selvaggio West” 1990, rievocazione nel centenario della sfida fra i butteri e i cowboys di Buffalo Bill, ripreso dalle tre reti televisive RAI.
Negli anni tra il 1989 e il 1990, per conto della FISE, è regista dell’enciclopedico “Manuale di Equitazione in Video”, prodotto dalla RCA Columbia Pictures, collana di sette video per un totale di circa sette ore di proiezione (premio per la miglior opera didattica al Festival Internazionale del Cinema Sportivo, Torino 1991).
Nel corso di tutto il decennio degli anni '80 collabora frequentemente con Linea Verde RAI e con la rivista Airone disegnando e percorrendo itinerari a cavallo in Italia. Collabora con la FISE per la regia di manifestazioni equestri internazionali tra cui i Campionati Europei di Completo a Pratoni del Vivaro e i Campionati Internazionali di Dressage a Roma.
Negli stessi anni è CTU - Consulente Tecnico di Ufficio del Tribunale di Grosseto per il settore cavalli ed equitazione.
Nel 1993, per l'AIA - Associazione Italiana Allevatori (Ministero delle Risorse Agricole Forestali e Allevatoriali) crea il format del Carosello Italiano, alla Fieracavalli di Verona. Da allora ne ha curato la regia e la conduzione ininterrottamente per oltre vent'anni (fino al 2011), mettendo in campo in forma di spettacolo tutte le razze di cavalli italiani.
Nel 1994, tutta la famiglia si trasferisce a Tuscania in una tenuta che comprende una importante necropoli etrusca: nasce Casa Caponetti.
Nel 1997 realizza per la Marina Militare Italiana il documentario Le ultime Signore del mare (Menzione d’onore al Festival della Comunicazione Militare) e nel 1998 Oceani Lontani (Coppa del Presidente del Senato a Roma 1998).
Sempre nel 1998 viene incaricato dalla Facoltà di Agraria dell’Università degli Studi di Viterbo di sviluppare l’operazione “Terra come Arte”, nata con l'intento di creare eventi artistici in grado di far apprezzare il significato anche estetico dell'intervento dell'uomo-agricoltore sul territorio.
Nel 2001, con Franco Carlo Ricci, dà vita ai “Tramonti Musicali di Tuscania”, spettacoli ispirati alla natura, che hanno luogo ogni estate nel sito etrusco di famiglia.
Dal 2003, con la Compagnia Maremmana Eventi, è ideatore e regista di “Nitriti di Primavera - Fiera Nazionale del Cavallo Italiano” a Tuscania.
Nel 2006-2007 è speaker nella serata conclusiva dello Csio - Concorso Ippico Internazionale di Piazza di Siena a Roma.
Nel 2006 cura il volume “Lazio, terra di cavalli” per conto dell’Assessorato all’Agricoltura della Regione Lazio.
Nel 2008 è advisor per l’immagine della Regione Lazio per il settore cavalli.
Nel 2009 è relatore italiano alla conferenza internazionale "Turkmen horse and horse breeding in the art world", ad Ashgabat, Turkmenistan.
Dall'anno Accademico 2009-2010, come Professore a contratto titolare di cattedra, insegna Etologia (Gestione delle risorse faunistiche e zootecniche) nel corso inter-ateneo di laurea in Progettazione e Gestione dell'Ambiente (Facoltà di Architettura dell'Università degli Studi La Sapienza di Roma e Facoltà di Agraria dell'Università degli Studi della Tuscia).
Dal 2011 scrive romanzi.
Vive fra Tuscania e Torino.

### Carriera Letteraria
Nel 2011 con Marcos y Marcos pubblica il suo primo romanzo, Quando l'automobile uccise la cavalleria.
Nel 2012 il canale televisivo Class Horse TV realizza e mette in onda I racconti di Caponetti, quattordici trasmissioni con letture dal romanzo.
Nel 2013 Marcos y Marcos pubblica Due belle sfere di vetro ambrato. 
Quando l'automobile uccise la cavalleria ottiene il premio dalla Giuria dei Lettori del Premio Biella Letteratura e Industria: lo votano all'unanimità (28 su 28).
Nel 2014 Marcos y Marcos pubblica Venivano da lontano. 
Nel 2015 Marcos y Marcos pubblica La carta della regina. 
Nel 2016 Marcos y Marcos pubblica La disfida. 
Quando l'automobile uccise la cavalleria è adottato come testo di letteratura italiana in alcuni licei milanesi.
Nel 2018 UTET pubblica Il Grande Gualino. 
Nel 2021 UTET ripubblica Quando l’automobile uccise la cavalleria.
Francesco Brioschi Editore pubblica La leggenda del cavallo verde.
Nel 2022, UTET pubblica Drovetti l'Egizio. L’avventurosa vita del collezionista alle origini del Museo Egizio di Torino.
Nel 2023 Francesco Brioschi Editore pubblica Avanti! Ma non troppo - L'insospettabile vita di Edmondo De Amicis.

## Opere
- Quando l’automobile uccise la cavalleria, Marcos y Marcos, 2011. Utet, 2021
- Due belle sfere di vetro ambrato, Marcos y Marcos, 2013.
- Venivano da lontano, Marcos y Marcos, 2014.
- La carta della regina, Marcos y Marcos, 2015.
- La disfida, Marcos y Marcos, 2016.
- Il grande Gualino, UTET, 2018.
- La leggenda del cavallo verde, Francesco Brioschi Editore, 2021.
- Drovetti l'Egizio. L’avventurosa vita del collezionista alle origini del Museo Egizio di Torino, UTET 2022
- Avanti! Ma non troppo, Francesco Brioschi Editore, 2023

## Riconoscimenti
Dal 2021 è Socio Onorario “per meriti equestri e letterari” della Associazione Gruppo Corazzieri del Quirinale.